# Bataille de Talasea
Seconde Guerre mondiale, 
Guerre du Pacifique, 
Campagne de Nouvelle-Guinée
Batailles
- Arawe
- Cap Gloucester
- Neutralisation de Rabaul
- Talasea
- Baie de Jacquinot
- Baie de Wide–baie d'Open

La bataille de Talasea désigne l'assaut amphibie et les opérations de neutralisation des positions japonaises établies près du village de Talasea, situé sur les rives de la baie de Kimbe dans le centre-nord de la Nouvelle-Bretagne, menés par les États-Unis du 6 au 26 mars 1944 durant la campagne de Nouvelle-Bretagne.
La 1re division des Marines, après avoir chassé les Japonais de la partie ouest de la Nouvelle-Bretagne au cours de la bataille de Cape Gloucester, vit un de ses régiments, le 5e régiment des Marines accompagné de quelques autres éléments, chargés de neutraliser la péninsule de Willaumez. Cet assaut avait pour objectifs de prendre possession de l'aérodrome nippon situé près du village de Talasea mais également de tenter de couper la route aux troupes japonaises venant de l'ouest, en retraite depuis Cape Gloucester, et qui tentaient de se replier vers leur base de Rabaul.

## La bataille

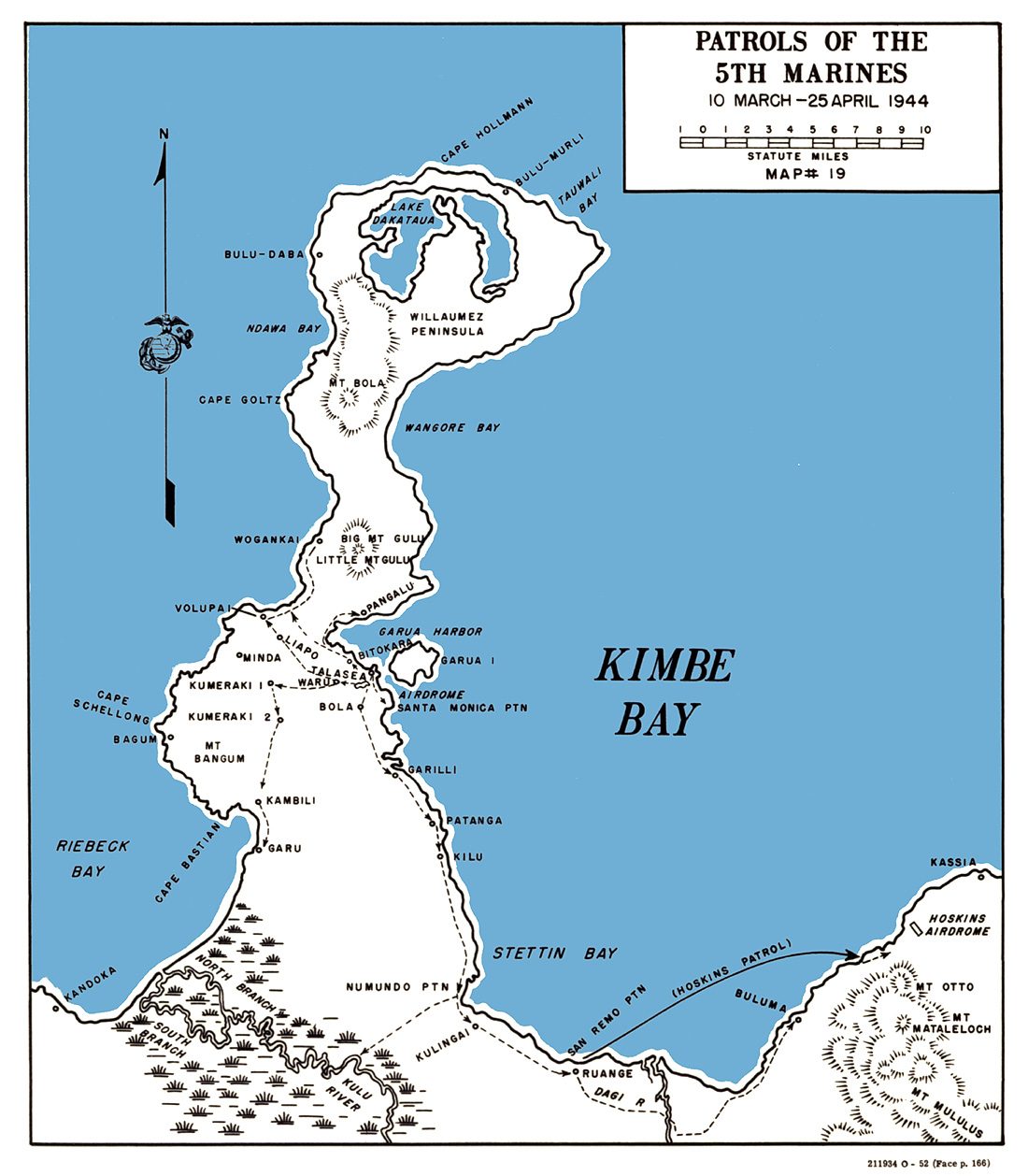
Les opérations autour de la péninsule de Willaumez en mars et avril 1944

Les Marines débarquèrent dans le centre de la péninsule sur Volupai le 6 mars 1944. À quelques centaines de mètres à l'intérieur des terres était concentrée une petite ligne de défense japonaise autour d'une colline dénommée Little Mount Worri. C'est à l'occasion de cette journée que les Américains subirent leurs principales pertes durant cette bataille, perdant 13 hommes au combat et 71 blessés, principalement à cause de tirs de mortiers nippons.
Bénéficiant d'un support d'artillerie et de bombardement de navires de l'US Navy, ils neutralisèrent les défenses impériales et prirent possession de l'aérodrome le 8 mars 1944 à une dizaine de kilomètres au sud des sites de débarquement.
Les Américains entamèrent par la suite une marche progressive vers le sud d'environ 80 kilomètres, ne rencontrant que peu de résistance japonaise sur leur route mais furent cependant confrontés aux mêmes difficultés que lors des précédentes opérations en Nouvelle-Bretagne liées au terrain très difficile, boueux et inondé, et à la dense jungle. Les pistes se révélèrent également piégées et minées par les Japonais au cours de leur retraite. Le 26 avril 1944, la péninsule fut finalement sécurisée et toutes les offensives américaines en Nouvelle-Bretagne stoppées.